# Kelpie
Un kelpie, o kelpie d'aigua (gaèlic escocès: Each-uisge), és un esperit del folklore escocès que canvia de forma i habita als llacs. Normalment es descriu com una criatura semblant a un cavall negre, capaç d'adoptar forma humana. Alguns relats afirmen que el kelpie conserva les peülles quan apareix com a humà, la qual cosa porta a la seva associació amb la idea cristiana de Satanàs tal com va al·ludir Robert Burns en el seu poema de 1786 Address to the Devil.
Gairebé totes les masses d'aigua importants d'Escòcia tenen una història associada amb un kelpie, però la més àmpliament informada és la del llac Ness.
El kelpie té homòlegs a tot el món, com ara el nixe germànic, el wihwin sud-americà i el bunyip australià.
Els orígens de les narracions sobre la criatura no estan clars, però el propòsit pràctic d'allunyar els nens de zones perilloses d'aigua i advertir a les dones joves que desconfiïn dels estranys macos s'ha observat a la literatura secundària.
Els kelpies han estat retratats en les seves diferents formes en art i literatura, incloses dues escultures d'acer de 30 metres d'alçada a Falkirk, The Kelpies, acabades l'octubre de 2013.

## Etimologia
L'etimologia de la paraula escocesa «kelpie» és incerta, però pot derivar-se del gaèlic «calpa» o «cailpeach», que significa «vaqueta» o «poltre». El primer ús registrat del terme per descriure una criatura mitològica, llavors escrit «kaelpie», apareix al manuscrit d'una oda de William Collins, composta un temps abans de 1759 i reproduïda a les Transaccions de la Royal Society d'Edimburg de 1788.
Els topònims «Kelpie hoall» i «Kelpie hooll» apareixen al A Dictionary of the Older Scottish Tongue tal com van apareixen als registres de 1674 de Kirkcudbright.

## Creences populars

### Descripció i atributs comuns
El kelpie és l'esperit de l'aigua més comú en el folklore escocès, i el nom s'atribueix a diverses formes diferents en narracions registrades a tot el país. El final del segle xix va veure l'aparició d'un interès per la transcripció del folklore, i els escriptors eren inconsistents en l'ortografia i les paraules anglitzades amb freqüència, cosa que podria donar lloc a diferents noms per al mateix esperit.
Els comentaristes no han estat d'acord sobre l'hàbitat aquàtic del kelpie. Els folkloristes que defineixen els kelpies com a esperits que viuen al costat dels rius, a diferència del cavall d'aigua celta que habita als llacs (Each-uisge), inclouen el ministre de Tiree John Gregorson Campbell del segle xix i els escriptors del segle xx Lewis Spence i Katharine Briggs.
Tanmateix, aquesta distinció no s'aplica de manera universal; Sir Walter Scott, per exemple, afirma que l'abast del kelpie pot estendre's als llacs. El diccionari de Mackillop concilia la discrepància, afirmant que el kelpie «inicialment es pensava que habitava... rierols, i més tard qualsevol massa d'aigua». Però la distinció hauria de mantenir-se, argumenta un anotador, que suggereix que la gent es desvia quan Each-uisge, en una «pràctica comuna de traducció», s'anomena «kelpies» en els relats en anglès i, per tant, atribueix erròniament els hàbits d'habitar al llac a aquest últim.
Altres associen el terme kelpie amb una gran varietat de criatures llegendàries. Els homòlegs d'algunes regions d'Escòcia inclouen el shoopiltee i el nuggle de les Shetland i el tangie d'Orkney; en altres parts de les illes Britàniques inclouen el gal·lès Deffyl Dŵr i el manx cabbyl-ushtey. S'han observat paral·lels al nixe germànic i al bäckahäst escandinau; Nick Middleton observa que «el kelpie del folklore escocès és un paral·lel directe del [sic] bäckahästen [del folklore escandinau]». El wihwin d'Amèrica Central i el bunyip australiàes veuen com a criatures similars a altres parts del món.
El kelpie es descriu generalment com un cavall negre potent i bell que habita les basses profundes dels rius i rierols d'Escòcia, depredant qualsevol ésser humà que trobi. Una de les característiques identificatives comunes del kelpie d'aigua és que les seves peülles estan invertides en comparació amb les un cavall normal, un tret que també comparteix el nykur d'Islàndia. Una variació d'Aberdeenshire retrata el kelpie com un cavall amb una crinera de serps, mentre que l'esperit equí resident del riu Spey era blanc i podia atraure les víctimes a l'esquena cantant.
La naturalesa de la criatura va ser descrita per Walter Gregor, un folklorista i un dels primers membres de The Folklore Society (La Societat de Folklore), com a «útil», «perjudicial» o que busca «companyia humana»; en alguns casos, els kelpies porten les seves víctimes a l'aigua, les devoren i llancen les entranyes a la vora de l'aigua. En la seva forma equina, el kelpie és capaç d'estendre la longitud de l'esquena per portar molts genets junts a les profunditats; un tema comú als contes és que diversos nens s'enfilen a l'esquena de la criatura mentre un roman a la vora. En general, un nen petit, després acaricia el cavall però la seva mà s'enganxa al coll. En algunes variacions el noi es talla els dits o la mà per alliberar-se; sobreviu, però els altres nens són enduts i ofegats, i més tard només es troben algunes de les seves entranyes.
La folklorista del segle xx Katharine Mary Briggs considera que una criatura així habita Glen Keltney, a Perthshire, és considerada un kelpie, però una història semblant també ambientada a Perthshire té un Each-uisge com a culpable i omet l'amputació del nen. El noi sí que es talla el dit quan l'esdeveniment té lloc a Thurso, on un kelpie d'aigua s'identifica com el culpable. El mateix conte ambientat a Sunart, a les Terres Altes, ofereix una figura concreta de nou nens perduts, dels quals només se'n recupera les entranyes d'un. El nen supervivent torna a salvar-se tallant-se el dit, i es dona la informació addicional que tenia una bíblia a la butxaca.
Gregorson Campbell considera que la criatura responsable havia estat un cavall d'aigua més que un kelpie, i el conte és «òbviament un frau piadòs per evitar que els nens deambulin els diumenges».
Els mites de Kelpie solen descriure una criatura solitària, però una història de fades escrita per John F. Campbell a Popular Tales of the West Highlands (1860) té una perspectiva diferent. Titulat Of the Drocht na Vougha or Fuoah, que rep la traducció de «Del pont de les fades o kelpies», presenta un grup de voughas. Els esperits s'havien posat a construir un pont sobre el Dornoch Firth després d'haver-se cansat de viatjar a través de l'aigua amb cloïsses. Va ser una obra magnífica resplendent amb molls i pals d'or, però es va enfonsar a l'aigua per convertir-se en una zona traïdora de sorramolls després que un espectador agraït intentés beneir els kelpies per la seva obra. Charlotte Dempster, membre de la Folklore Society i col·leccionista de folklore, enregistra la mateixa història com a The Kelpie's Bridge (1888) sense esmentar Voughas o Fuaths. Citant la mateixa narració, Jennifer Westwood, autora i folklorista, utilitza el descriptor «water kelpies», i afegeix que, segons la seva opinió, «Kelpies, aquí i en alguns altres casos, s'utilitza en un sentit fluix per significar alguna cosa com semblant a 'imps'».
La descendència resultant d'un aparellament entre un kelpie i un cavall normal eren impossibles d'ofegar, i es podien reconèixer per les seves orelles més curtes que les normals, una característica compartida pel mític bou d'aigua o tarbh uisge en gaèlic escocès, similar al tarroo ushtey de l'Illa de Man.

### Canvi de forma

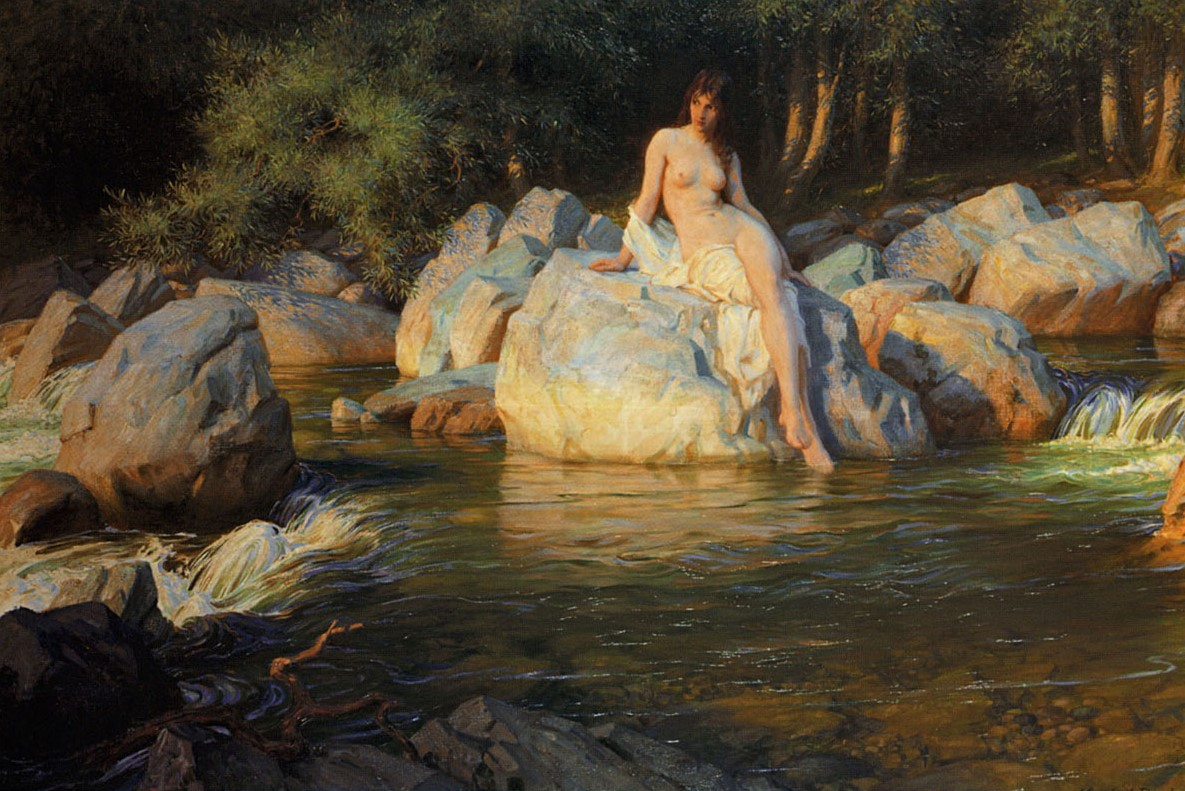
The Kelpie, de Herbert James Draper (1913)

Els kelpies tenen la capacitat de transformar-se en formes no equines i poden adoptar l'aspecte exterior de figures humanes, amb la qual cosa poden ser descoberts per la presència de males herbes aquàtiques al cabell.
Gregor va descriure un kelpie que adoptava la disfressa d'un vell marxit que murmurava contínuament per a si mateix mentre estava assegut en un pont cosint uns pantalons. Creient que es tractava d'un kelpie, un local que passava el va colpejar al cap, fent-lo tornar a la seva forma equina abans de tornar al seu cau en un estany proper. Altres relats descriuen el kelpie quan apareix en forma humana com un «home aspre i pelut que salta darrere d'un genet solitari, agafant-lo i aixafant-lo», o com «destrossant i devorant humans».
Un conte popular de Barra parla d'un kelpie solitari que es transforma en un jove maco per festejar una noia bonica que estava decidit a prendre per esposa. Però la noia reconeix el jove com un kelpie i li treu el seu collaret de plata (la brida) mentre dorm. El kelpie torna immediatament a la seva forma equina i la noia se l'emporta a casa a la granja del seu pare, on el posa a treballar durant un any. Al final d'aquest temps la noia munta el kelpie per consultar un home savi, que li diu que li torni el collaret de plata. Aleshores, el savi li pregunta al kelpie, transformat una vegada més en el jove i maco que la noia havia conegut per primera vegada, si escolliria ser un kelpie o un home mortal. El kelpie al seu torn li pregunta a la noia que si fos un home, acceptaria ser la seva esposa. Ella confirma que ho faria, després de la qual cosa el kelpie decideix convertir-se en un home mortal i la parella es casa.
Tradicionalment, els kelpies en la seva forma humana són homes. Una de les poques històries que descriuen la criatura en forma femenina està ambientada a Conon House a Ross and Cromarty. Narra la història d'una «dona alta vestida de verd», amb un «aspecte marcit, escàs, mai distorsionat per una cara maligna», que va agafar i ofegar un home i un nen després de saltar d'un rierol.
L'arribada del cristianisme a Escòcia al segle vi va donar lloc a que algunes històries i creences populars fossin registrades pels escribes, generalment monjos cristians, en lloc de ser perpetuades per la tradició oral. Alguns relats afirmen que el kelpie conserva les seves peülles fins i tot en forma humana, el que porta a la seva associació amb la noció cristiana de Satanàs, igual que amb el déu grec Pan. Robert Burns es refereix a aquesta associació satànica en el seu Address to the Devil (1786):
| «                                           | (anglès) When thowes dissolve the snawy hoord An' float the jinglin icy boord Then, water-kelpies haunt the foord By your direction An' nighted trav'llers are allur'd To their destruction. | (català) Quan els thowes dissolguin el cordó de serp i suri el brillant gel bord aleshores, els kelpies d'aigua persegueixen els aliments en la teva direcció els viatgers nocturns són seduïts a la seva destrucció. | » |
| — Robert Burns, Address to the Devil (1786) | | |   |

### Captura i mort
Quan un kelpie apareixia en la seva forma equina sense cap brida, es podia capturar amb un cabestre estampat amb el signe d'una creu, i la seva força es podia aprofitar en tasques com el transport de pedres de molí pesades.
Un conte popular descriu com el Senyor de Morphie va capturar un kelpie i el va utilitzar per portar pedres per construir el seu castell. Un cop finalitzada la feina, el Senyor va alliberar el kelpie, que evidentment estava descontent pel seu tractament. La maledicció que va emetre abans de marxar deia: 
| « | (anglès) Sir back and sair banes Drivin' the Laird o' Morphies's stanes, The Laird o' Morphie'll never through As lang's the kelpy is alive. | (català) Dolor d'esquena i mal d'ossos conduint les pedres del Senyor de Morphie, el Senyor de Morphie mai prosperarà mentre aquest kelpie estigui viu. | » |

Es creia popularment que aquesta maledicció va provocar l'extinció de la família del Senyor de Morphie.
Es deia que alguns kelpies estaven equipats amb una brida i, de vegades, una amb sella de muntar, i semblaven atractivament preparats per muntar, però si els muntaven, s'escapaven i ofegaven els seus genets. Si el kelpie ja duia una brida, es podia aconseguir treure-la amb un exorcisme. Una brida presa d'un kelpie estava dotada de propietats màgiques i, si es ficava al cap d'algú, era capaç de transformar aquesta persona en un cavall o un poni.
Igual que amb els homes llop cinematogràfics, un kelpie es pot matar disparant-li una bala de plata, després de la qual cosa es veu que no consta més que de «gespa i una massa suau com les meduses», segons un relat publicat per Spence. Quan la família d'un ferrer s'estava espantant per les repetides aparicions d'un kelpie d'aigua a la seva casa d'estiu, el ferrer va aconseguir convertir-lo en un «munt de midó, o alguna cosa semblant» penetrant els flancs de l'esperit amb dues llances de ferro esmolades que havien s'ha escalfat al foc.

## El llac Ness
Gairebé totes les masses d'aigua escoceses importants tenen una història d'un kelpie associada amb elles, però el més informat és el kelpie del llac Ness
Als voltants del llac s'adjunten diverses històries d'esperits i monstres mítics, que es remunten als informes del segle vi quan Sant Columbà va derrotar un monstre a la vora del riu Ness.
El kelpie de principis del segle xix que atacava als boscos i les ribes del llac Ness es va quedar enganxat amb la seva pròpia sella i brida.
Una faula lligada a la notòriament desagradable criatura explica que un habitat de les Terres Altes, James MacGrigor, el va prendre per sorpresa i li va tallar la brida, la font del seu poder i vida, sense la qual moriria en vint-i-quatre hores. Com que el kelpie tenia el poder de la paraula, va intentar, sense èxit, negociar amb MacGrigor la devolució de la seva brida. Després de seguir MacGrigor a casa seva, el kelpie va afirmar que MacGrigor no podria entrar a casa seva mentre tingués la brida, a causa de la presència d'una creu sobre la porta d'entrada. Però MacGrigor va burlar a la criatura llançant la brida per una finestra, de manera que el kelpie va acceptar el seu destí i se'n va anar maleint i jurant. El mite es perpetua amb més històries de la brida a mesura que es transmet per la família. Coneguda com «la Bola i la Brida de Willox», tenia poders màgics de curació; es feien encanteris posant els objectes a l'aigua mentre es recitava «En el nom del Pare, del Fill i de l'Esperit Sant»; llavors l'aigua es podia utilitzar com a cura.
Una explicació popular i més recent del monstre del llac Ness entre els creients és que pertany a una línia de plesiosaures que han sobreviscut durant molt de temps, però el mite del kelpie encara sobreviu en llibres infantils com ara The Kelpie's Pearls (1966) de Mollie Hunter i The Water Horse (1990) de Dick King-Smith

## Origen del mite
Segons Derek Gath Whitley (1911), l'associació amb cavalls pot tenir les seves arrels en sacrificis de cavalls realitzats a l'antiga Escandinàvia.
Les històries d'esperits de l'aigua malèvols servien per al propòsit pràctic d'allunyar els nens de les zones perilloses de l'aigua i d'advertir les dones adolescents que desconfiïn dels joves estranys atractius.
Les històries també s'utilitzaven per fer complir els estàndards morals, ja que implicaven que les criatures castigaven per la mala conducta realitzada els diumenges.
La intervenció de dimonis i esperits va ser possiblement una manera de racionalitzar l'ofegament de nens i adults que havien caigut accidentalment en aigües profundes, ràpides o turbulentes.
L'historiador i simbòleg Charles Milton Smith ha plantejat la hipòtesi que el mite del kelpie podria originar-se amb els brots d'aigua que es poden formar a la superfície dels llacs escocesos, donant la impressió d'una forma viva mentre es mouen per l'aigua.
Walter Scott al·ludeix a una explicació semblant al seu poema èpic The Lady of the Lake (1810), que conté les línies
| «                                           | (anglès) He watched the wheeling eddies boil, Till from their foam his dazzled eyes Beheld the River Demon rise. | (català) Va veure bullir els remolins de rodes, fins que des de la seva escuma els seus ulls enlluernats va veure pujar el Dimoni del riu. | » |
| — Walter Scott, The Lady of the Lake (1810) | | |   |

en la qual Scott utilitza River Demon (Dimoni del Riu) per denotar un kelpy. Scott també pot haver insinuat una explicació racional alternativa anomenant una zona traïdora de sorramolls «Kelpie's Flow» a la seva novel·la The Bride of Lammermoor (1818).

## Representacions artístiques
Les pedres pictes que daten dels segles vi al ix i que inclouen el que s'ha batejat com la «Bèstia Picta» poden ser les primeres representacions d'un kelpie o criatura semblant a un kelpie.

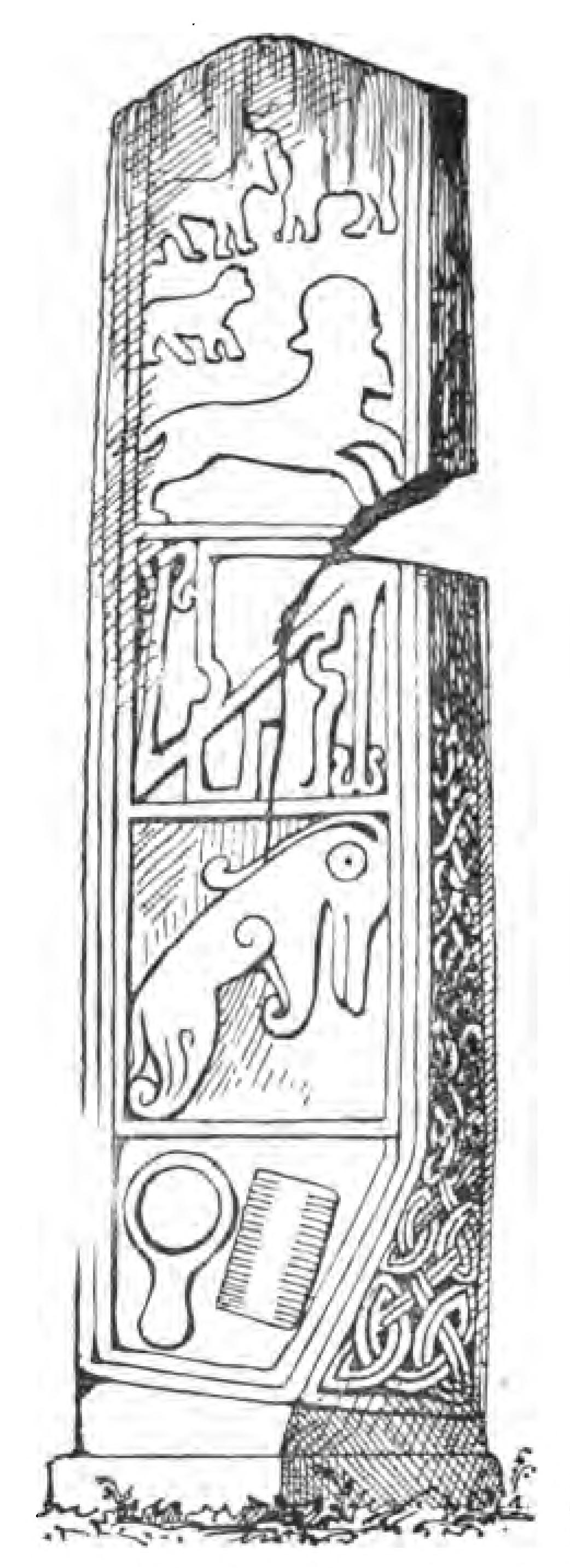
La Bèstia Picta (segona figura de la part inferior) que apareix en un dibuix lineal de la Pedra Donzella
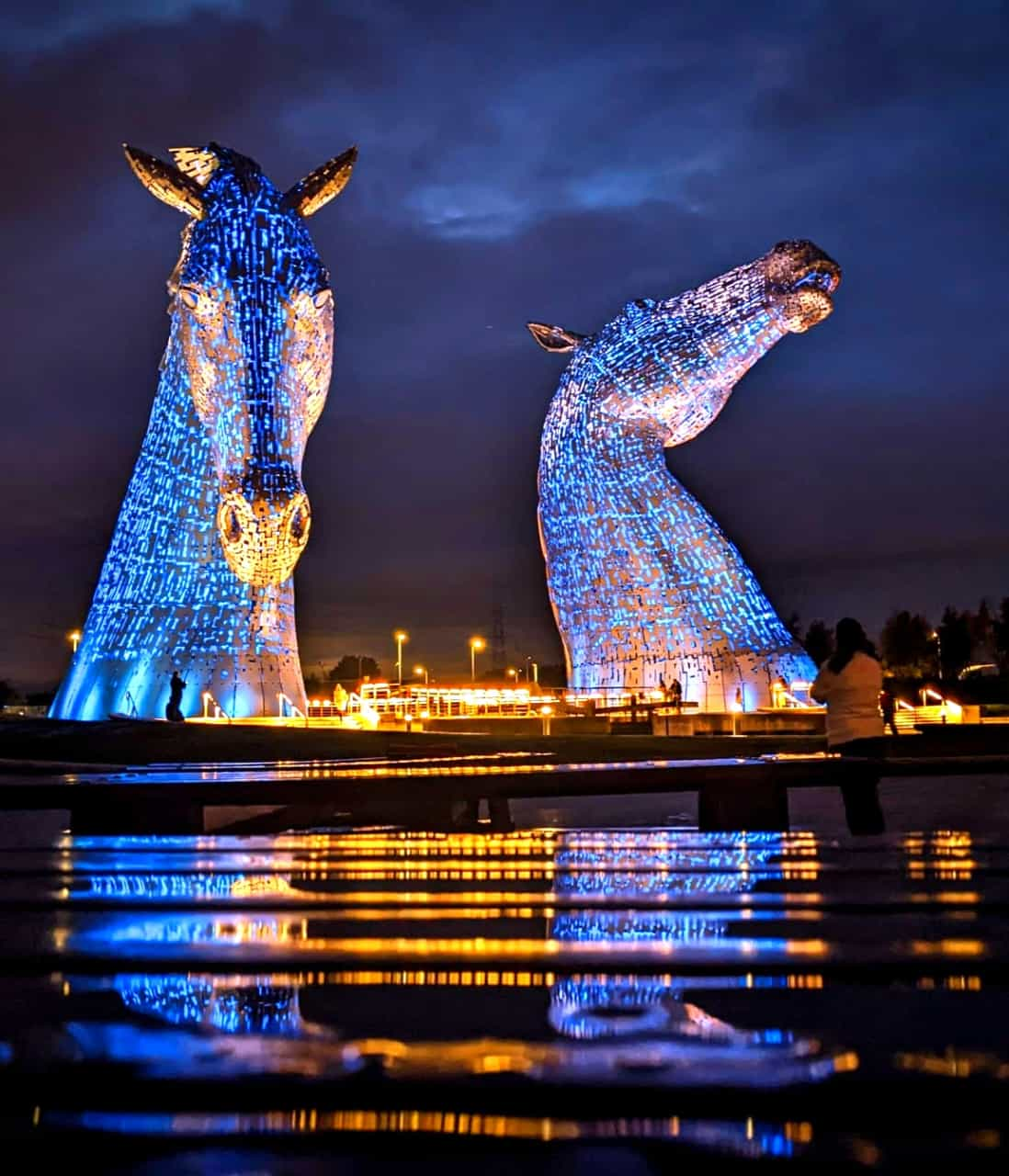
The Kelpies, a Falkirk

L'artista victorià Thomas Millie Dow va dibuixar el kelpie l'any 1895 com una donzella malenconiosa de cabell fosc equilibrada sobre una roca, una representació habitual dels artistes de l'època. Altres representacions mostren kelpies com a donzelles al costat del llac, com a l'oli sobre tela d'Herbert James Draper de 1913. La folklorista Nicola Bown ha suggerit que pintors com Millie Dow i Draper van ignorar deliberadament els relats anteriors del kelpie i el van reinventar alterant-ne el sexe i la naturalesa.
Dues escultures d'acer de 30 metres d'alçada a Falkirk (al canal de Forth i Clyde), anomenades The Kelpies, prenen prestat el nom de la criatura mítica per associar-lo amb la força i la resistència del cavall; dissenyades per l'escultor Andy Scott, es van construir com a monuments al patrimoni industrial d'Escòcia amb cavalls. La construcció es va acabar l'octubre de 2013 i les escultures es van obrir al públic a partir d'abril de 2014.